# راس مسقا
راس مسقا هي قرية لبنانية من قرى قضاء الكورة في محافظة الشمال. وهي تقع قرب طرابلس وتنقسم إلى جزئين شمالي وجنوبي